# Tadashi Nakamura (Kampfsportler)
Tadashi Nakamura (jap. 中村 忠, Nakamura Tadashi; * 22. Februar 1942 in Maoka, Präfektur Karafuto) ist ein japanischer Kampfkunstexperte (9. Dan).

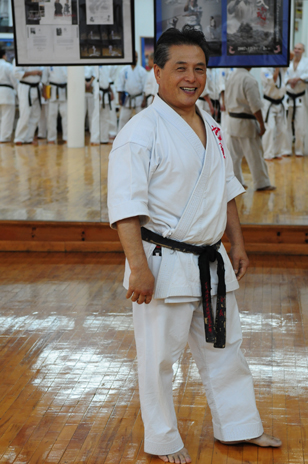
Tadashi Nakamura 2009 in Polen

Er begann 1953 mit dem Studium des Karate im Stil des Kyōkushin unter Kenji Kurosaki und Ōyama Masutatsu. 1966 bestritt er erfolgreich einen 100-Mann-Kampf (Hyakunin-kumite) und wurde Chairman der Kyōkushinkai-Organisation in den USA. 
Nakamura, Exponent des Kobudō und Begründer des Seidō Karate, unterrichtet heute im Seidō-jūku in New York City, USA. Zu seinen Schülern gehören u. a. Nobuyuki Kishi (Japan), Renzie Ron Hanham (Neuseeland) und William Oliver (USA). Als Chairman Director leitet er die 1976 von ihm gegründete Word Seidô Karate Organization (WSKO). Als Fachbuchautor schrieb er Karate Technique and Spirit.